# Chick lit
Chick lit es el nombre dado a un tipo de narrativa cercana al género de la novela romántica. En el argot angloamericano chick equivale a chica y lit hace referencia a literatura. El término fue introducido por Cris Mazza y Jeffrey DeShell como título irónico cuando editaron su antología Chick-lit: Ficción Postfeminista, publicado en 1995. El subgénero se definió como un tipo de post-feminismo, o de segunda ola del feminismo, que iba más allá de presentar a la mujer como una víctima dependiente del criterio masculino para encontrar su propia valía. Se pretendió mostrar la extensa gama de experiencias que atraviesa la mujer actual, incluyendo el amor, el noviazgo y los problemas de género. La compilación hizo hincapié en trabajos experimentales, incluyendo temas violentos, sexuales y perversos. Normalmente, los libros de chick lit están ambientadas en lugares urbanos como Londres, Nueva York o Dublín.
Los expertos sitúan el origen de este tipo de narrativa en la novela El Diario de Bridget Jones, escrita por Helen Fielding. Esta y otras obras de la chick lit comenzaron a venderse muy bien a partir de 2000, cuando los títulos de chick-lit alcanzaron los primeros lugares en las listas de best-seller, dando lugar a la aparición de casas editoriales dedicadas exclusivamente a publicar y promocionar este tipo de narrativa.
Han surgido algunas variaciones de este subgénero dirigidos a otro tipo de audiencia, como son: "Chica-Lit", enfocado a mujeres latinas de clase media, radicadas en los Estados Unidos, o "Matrona-Lit" escrito específicamente para las mujeres maduras. También se ha popularizado el "Teen-Lit" que son libros dirigidos a las adolescentes en donde se abordan temas actuales dentro del ambiente estudiantil y juvenil. A su vez, algunos críticos han señalado que existe un modelo literario para hombres equivalente en autores como Ben Elton, Mike Gayle, Paul Howard y Nick Hornby, al que denominan "Lad-Lit" o "Dick-Lit".

## Escritoras relacionadas con elchick-lit
- Nancy Mitford es la principal precursora de este género. En sus divertidas novelas recreó las aventuras de ella y sus hermanas, todas personajes famosos de la vida social inglesa de la primera mitad del siglo XX. Sus principales obras son A la caza del amor, Amor en clima frío, La bendición y No se lo digas a Alfred.

- Marian Keyes, considerada la reina del género y una de las más apreciadas por los lectores del género. Algunas de sus obras son Lucy Sullivan se casa, ¿Quién te lo ha contado?, Por los pelos o ¿Hay alguien ahí fuera?.

- Helen Fielding, creadora de El diario de Bridget Jones. Ha escrito también Ricos y famosos en Nambula y La imaginación descontrolada de Olivia Joules.

- Candace Bushnell, mundialmente conocida por haber escrito Sexo en Nueva York, poco después llevado a la pequeña pantalla de la mano de Sarah Jessica Parker. También autora de Mujeres en Manhattan y Tras la pasarela.

- Meg Cabot tiene en su repertorio tanto novelas chick-lit como novelas románticas, estas últimas firmadas con el pseudónimo de Patricia Cabot, entre ellas El chico de al lado, Cuando tropecé contigo, He vuelto a hacerlo, o El diario de la princesa, que ha sido llevado al cine con el nombre de Princesa por sorpresa.

- Sophie Kinsella, escritora de la serie de Loca por las compras, ha publicado también Reina de la casa y No te lo vas a creer. Sophie Kinsella es el pseudónimo de Madeleine Wickham, autora de novelas como ¿Cómo vamos a dormir? o Copas para tres.

- Plum Skyes, editora de Vogue que ha logrado un gran éxito con tan sólo dos novelas publicadas: Las rubias de la 5ª Avenida y A por todas, donde se cuentan las aventuras de las pijas más in de Nueva York.

- Lauren Weisberger se dio a conocer a raíz de El diablo viste de Prada, basada en su propia experiencia con Anna Wintour. Ha escrito también Cómo ser lo más de Nueva York. Además ha publicado Chasing Harry Winston, que todavía no ha sido traducida al español.

- Emily Giffin, con sus obras A prueba de bomba,¿Me lo prestas? y El viaje de Darcy.

- Carmen Rico-Godoy, primera escritora española reconocida del género, con "Cómo ser mujer y no morir en el intento", de la cual se ha publicado una segunda parte y hay rumores sin confirmar de más. Recibió varios premios por sus novelas y también disfrutó de una exitosa carrera periodística.

- Rebeca Rus, española, que logró un gran éxito en el género con sus novelas Sabrina: 1, El mundo: 0 y Sabrina contra el imperio del zapping.

- Carlos Pérez de Tudela, que escribe bajo el seudónimo C.Pérez de Tudela es autor de Disparatado Asesinato en el Upper East Side,Un Asesinato Algo Embarazoso y Extraña Luna de Miel. Se le considera el primer autor masculino que publica un chick lit en España.

- Miriam Lavilla Muñoz, autora de Aceptamos marido como animal de compañía y Aceptamos Lagarta Como Princesa de Cuento.

- Megan Maxwell, con su popular novela Te lo dije (2009).

- Cecily von Ziegesar, americana, creadora de la serie de novelas Gossip girl (2002), la cual se convirtió en serie de televisión. También ha publicado "The It Girl" y "The Carlyles".

- Raquel Antúnez Cazorla, española, empezó a trabajar sobre novelas de género romántico algo más clásicas, como "Contra los Límites" y "Más allá de los Límites", hasta que un buen día se decidió a crear su obra "Las tarántulas venenosas no siempre devoran a los dioses griegos", que vio la luz en octubre de 2010.

## Películas basadas en Chick-lit
- Cómo ser mujer y no morir en el intento" (1991)
- El diario de Bridget Jones
- Bridget Jones: The Edge of Reason
- Confessions of a Shopaholic
- The Devil Wears Prada
- Diario de una niñera
- En sus zapatos
- Sex and the City
- Algo prestado